# Šmuel Josef Agnon
Shmuel Yosef Agnon (hebrejski שמואל יוסף עגנון, Bučač, 17. srpnja 1888. – Jeruzalem, 17. veljače 1970.) je bio prvi hebrejski pisac koji je dobio Nobelovu nagradu za književnost (1966.). Nagradu je dobio zajedno s pjesnikinjom Nelly Sachs. Na engleskom su njegova djela izdavana pod imenom S. Y. Agnon (hebrejski: ש"י עגנון).
Jedna od centralnih figura moderne hebrejske književnosti, Agnon je rođen u ukrajinskom mjestu Bučač, kasnije je emigrirao u Palestinu, a umro je u Jeruzalemu. Njegova djela se bave konfliktom između tradicionalnog Židovskog života i jezika s modernim svijetom. Ona također pokušavaju obnoviti blijedeću tradiciju europskih shtetla. 